# Rainer Meusel
Ernst Rainer Meusel (* 29. Juni 1936 in Magdeburg) ist ein deutscher Jurist und Autor.
Meusel wuchs in Naumburg auf und flüchtete 1953 aufgrund seiner Verfolgung als Mitglied der „Jungen Gemeinde“ in den Westen Deutschlands. 1955 legte er in Bad Godesberg sein Abitur ab und begann zunächst ein Studium der Tiermedizin. 1956 begann er an der Universität Bonn ein Studium der Rechtswissenschaften. Im Jahr 1965 wurde er zum Doktor der Rechtswissenschaften promoviert. Nach dem Abschluss des Studiums war er zunächst als Leiter der Rechtsabteilung eines metallverarbeitenden Unternehmens in Bergheim/Erft beschäftigt. Später war er als Verwaltungsdirektor und stellvertretender Geschäftsführer einer Mineralölgesellschaft in Düsseldorf und als Personal- und Finanzvorstand eines Maschinenbaukonzerns, der Jagenberg AG, in Düsseldorf bzw. Neuss beschäftigt.
Von 1995 bis 1996 leitete Meusel die Evangelische Stiftung Hephata in Mönchengladbach, deren Kuratorium er bis 2007 vorsaß. Von 1985 bis 2007 war er Mitglied des Präsidiums des Deutschen Evangelischen Kirchentages in Fulda, ab 1995 war er Vorstandsmitglied. Von 1995 bis 1997 war er Präsident des Deutschen Evangelischen Kirchentages. Meusel ist Initiator des Arbeitsplatzsiegels Arbeit plus. Er war Mitglied der Synode der Evangelischen Kirche in Deutschland und Vorsitzender des Haushaltsausschusses von 1997 bis 2007 und hatte zahlreiche Ehrenämter inne.
Meusel ist auch als Kinderbuchautor tätig. Zu seinen Werken zählen Die sieben Tränensteine (2002), Wie die Maulwürfe einen Dieb gefangen haben (2010) und König Immerzu (2012). Außerdem erschienen ist das Buch Melle illustriert von Fabian Rougk.

## Auszeichnungen
- 2007: Bundesverdienstkreuz 1. Klasse[3]